# Papyrus 61
Papyrus 61 (in de nummering van Gregory-Aland), of {\displaystyle {\mathfrak {P}}}61, is een handschrift op papyrus van de brieven van Paulus. Op grond van schrifttype wordt het gedateerd in de 7e eeuw.
Papyrus 61 geeft de tekst van de Romeinen 16:23-27; de I Korintiërs 1:1-2; 1:4-6; 5:1-3; 5:5-6; 5:9-13;  Filippenzen 3:5-9; 3:12-16;  Tessalonicenzen 1:2-3; Titus 3:1-5; 3:8-11 3:.14-15; Filemon:4-7.
De Griekse tekst van deze codex is een vertegenwoordiger van de Alexandrijnse tekst. Aland plaatst het in Categorie II.
Het handschrift wordt bewaard in The Morgan Library & Museum (P. Colt 5) in New York.